# Rally d'Alsazia 2012
Il Rally d'Alsazia, che si è svolto dal 4 al 7 ottobre, è stata la 3ª edizione della gara e l'undicesima prova della competizione mondiale 2012. Ha registrato la vittoria del francese Sébastien Loeb su Citroën DS3 WRC

## Risultati

### Classifica
| Pos.        | Pilota               | Co-pilota              | Auto                       | Tempo     | Distacco | Punti    |
| Generale    | Generale             | Generale               | Generale                   | Generale  | Generale | Generale |
| ----------- | -------------------- | ---------------------- | -------------------------- | --------- | -------- | -------- |
| 1.          | Sébastien Loeb       | Daniel Elena           | Citroën DS3 WRC            | 3:32:53.0 | 0.0      | 25       |
| 2.          | Jari-Matti Latvala   | Miikka Antilla         | Ford Fiesta RS WRC         | 3:33:08.5 | 15.5     | 18       |
| 3.          | Mikko Hirvonen       | Jarmo Lehtinen         | Citroën DS3 WRC            | 3:33:37.1 | 44.1     | 15       |
| 4.          | Thierry Neuville     | Nicolas Gilsoul        | Citroën DS3 WRC            | 3:34:00.3 | 1:07.3   | 14       |
| 5.          | Mads Østberg         | Jonas Andersson        | Ford Fiesta RS WRC         | 3:34:09.4 | 1:16.4   | 11       |
| 6.          | Ott Tänak            | Kuldar Sikk            | Ford Fiesta RS WRC         | 3:35.20.9 | 2:27.9   | 11       |
| 7.          | Evgeny Novikov       | Ilka Minor             | Ford Fiesta RS WRC         | 3:38:44.6 | 5:51.6   | 6        |
| 8.          | Chris Atkinson       | Glenn MacNeall         | Mini John Cooper Works WRC | 3:39:35.4 | 6:42.4   | 4        |
| 9.          | Martin Prokop        | Zdeněk Hrůza           | Ford Fiesta RS WRC         | 3:41:39.8 | 8:46.8   | 2        |
| 10.         | Sébastien Chardonnet | Thibault de la Haye    | Citroën DS3 WRC            | 3:41:52.7 | 8:59.7   | 1        |
| SWRC        |                      |                        |                            |           |          |          |
| 1. (17.)    | Craig Breen          | Paul Nagle             | Ford Fiesta S2000          | 3:50:11.3 | 0.000    | 25       |
| 2. (18.)    | Yazeed Al-Rajhi      | Michael Orr            | Ford Fiesta RRC            | 3:50:48.9 | 37.6     | 18       |
| 3. (24.)    | Per-Gunnar Andersson | Emil Axelsson          | Proton Satria Neo S2000    | 4:07:44.1 | 17:32.5  | 15       |
| 4. (30.)    | Andreas Aigner       | Detlef Ruf             | Proton Satria Neo S2000    | 4:10:26.6 | 20:15.3  | 12       |
| WRC Academy |                      |                        |                            |           |          |          |
| 1.          | Elfyn Evans          | Philip Pugh            | Ford Fiesta R2             | 3:20:42.6 | 0.0      | 28       |
| 2.          | José Antonio Suárez  | Cándido Carrera        | Ford Fiesta R2             | 3:21:25.1 | 42.5     | 22       |
| 3.          | John MacCrone        | Stuart Loudon          | Ford Fiesta R2             | 3:22:18.0 | 1:35.4   | 17       |
| 4.          | Brendan Reeves       | Rhianon Smyth          | Ford Fiesta R2             | 3:23:49.1 | 3:06.5   | 13       |
| 5.          | Fredrik Åhlin        | Morten Erik Abrahamsen | Ford Fiesta R2             | 3:24:18.9 | 3:36.3   | 11       |
| 6.          | Pontus Tidemand      | Stig Rune Skjærmoen    | Ford Fiesta R2             | 3:27:57.7 | 7:15.1   | 10       |
| 7.          | Timo van der Marel   | Erwin Berkhof          | Ford Fiesta R2             | 3:35:09.8 | 14:27.2  | 6        |

### Prove speciali
| Frazione                 | Prova | Ora   | Nome                                  | Lunghezza | Vincitore                         | Tempo           | V.media         | Leader del rally |
| ------------------------ | ----- | ----- | ------------------------------------- | --------- | --------------------------------- | --------------- | --------------- | ---------------- |
| Frazione 1 (4 Ott/5 Ott) | SS1   | 16:30 | SSS Strasbourg                        | 3.63 km   | Thierry Neuville                  | 2:44.7          | 79.34 km/h      | Thierry Neuville |
| Frazione 1 (4 Ott/5 Ott) | SS2   | 9:23  | Hohlandsbourg – Firstplan 1           | 28.67 km  | Sébastien Loeb                    | 14:36.1         | 117.81 km/h     | Sébastien Loeb   |
| Frazione 1 (4 Ott/5 Ott) | SS3   | 10:06 | Vallée de Munster 1                   | 22.16 km  | Sébastien Loeb                    | 11:18.8         | 117.53 km/h     | Sébastien Loeb   |
| Frazione 1 (4 Ott/5 Ott) | SS4   | 11:22 | Soultzeren – Pays Welche 1            | 19.93 km  | Jari-Matti Latvala                | 9:49.2          | 121.77 km/h     | Sébastien Loeb   |
| Frazione 1 (4 Ott/5 Ott) | SS5   | 13:56 | Hohlandsbourg – Firstplan 2           | 28.67 km  | Sébastien Loeb                    | 14:28.9         | 118.78 km/h     | Sébastien Loeb   |
| Frazione 1 (4 Ott/5 Ott) | SS6   | 14:39 | Vallée de Munster 2                   | 22.16 km  | Jari-Matti Latvala                | 11:07.0         | 119.60 km/h     | Sébastien Loeb   |
| Frazione 1 (4 Ott/5 Ott) | SS7   | 15:55 | Soultzeren – Pays Welche 2            | 19.93 km  | Sébastien Loeb                    | 9:44.6          | 122.73 km/h     | Sébastien Loeb   |
| Frazione 1 (4 Ott/5 Ott) | SS8   | 18:35 | SSS Mulhouse                          | 4.65 km   | Jari-Matti Latvala                | 3:37.7          | 76.89 km/h      | Sébastien Loeb   |
| Frazione 2 (6 Ott)       | SS9   | 8:38  | Massif des Grands Crus – Ungersberg 1 | 18.16 km  | Sébastien Loeb                    | 10:58.0         | 99.36 km/h      | Sébastien Loeb   |
| Frazione 2 (6 Ott)       | SS10  | 9:36  | Pays d'Ormont 1                       | 43.45 km  | Sébastien Loeb                    | 23:20.0         | 111.73 km/h     | Sébastien Loeb   |
| Frazione 2 (6 Ott)       | SS11  | 10:47 | Pays de la Haute Bruche 1             | 24.04 km  | Jari-Matti Latvala                | 11:13.1         | 128.58 km/h     | Sébastien Loeb   |
| Frazione 2 (6 Ott)       | SS12  | 11:45 | Klevener 1                            | 10.75 km  | Stage cancelled                   | Stage cancelled | Stage cancelled | Sébastien Loeb   |
| Frazione 2 (6 Ott)       | SS13  | 14:38 | Massif des Grands Crus – Ungersberg 2 | 18.16 km  | Mikko Hirvonen Jari-Matti Latvala | 10:53.8         | 99.99 km/h      | Sébastien Loeb   |
| Frazione 2 (6 Ott)       | SS14  | 15:36 | Pays d'Ormont 2                       | 43.45 km  | Sébastien Loeb                    | 23:09.9         | 112.54 km/h     | Sébastien Loeb   |
| Frazione 2 (6 Ott)       | SS15  | 16:47 | Pays de la Haute Bruche 2             | 24.04 km  | Sébastien Loeb                    | 11:10.8         | 129.02 km/h     | Sébastien Loeb   |
| Frazione 2 (6 Ott)       | SS16  | 17:45 | Klevener 2                            | 10.75 km  | Jari-Matti Latvala                | 6:08.4          | 105.05 km/h     | Sébastien Loeb   |
| Frazione 3 (7 Ott)       | SS17  | 9:23  | Vignoble de Cleebourg 1               | 17.08 km  | Thierry Neuville                  | 10:11.7         | 100.52 km/h     | Sébastien Loeb   |
| Frazione 3 (7 Ott)       | SS18  | 10:46 | Bischwiller – Gries 1                 | 7.95 km   | Thierry Neuville                  | 4:19.2          | 110.42 km/h     | Sébastien Loeb   |
| Frazione 3 (7 Ott)       | SS19  | 11:16 | SSS Haguenau 1                        | 5.74 km   | Thierry Neuville                  | 4:16.2          | 80.66 km/h      | Sébastien Loeb   |
| Frazione 3 (7 Ott)       | SS20  | 12:44 | Vignoble de Cleebourg 2 (Power stage) | 17.08 km  | Ott Tänak                         | 10:24.0         | 98.54 km/h      | Sébastien Loeb   |
| Frazione 3 (7 Ott)       | SS21  | 14:07 | Bischwiller – Gries 2                 | 7.95 km   | Thierry Neuville                  | 4:16.8          | 111.45 km/h     | Sébastien Loeb   |
| Frazione 3 (7 Ott)       | SS22  | 14:37 | SSS Haguenau 2                        | 5.74 km   | Thierry Neuville                  | 4:03.7          | 84.79 km/h      | Sébastien Loeb   |

### Power stage
| Pos. | No. | Pilota           | Co-pilota       | Auto               | Classe | Tempo   | Distacco | V.media    | Punti |
| ---- | --- | ---------------- | --------------- | ------------------ | ------ | ------- | -------- | ---------- | ----- |
| 1    | 5   | Ott Tänak        | Kuldar Sikk     | Ford Fiesta RS WRC | WRC    | 10:24.0 | 0.000    | 98.32 km/h | 3     |
| 2    | 8   | Thierry Neuville | Nicolas Gilsoul | Citroën DS3 WRC    | WRC    | 10:24.9 | 0.9      | 98.23 km/h | 2     |
| 3    | 10  | Mads Østberg     | Jonas Andersson | Ford Fiesta RS WRC | WRC    | 10:25.8 | 1.8      | 98.15 km/h | 1     |